# پریش پوینت کوپه (لوئیزیانا)
پوینت کوپه پریش (به انگلیسی: Pointe Coupee Parish) یک قصبه در ایالات متحده آمریکا است که در لوئیزیانا واقع شده‌است.

## خصوصیات
پوینت کوپه پریش ۱٬۵۳۰٫۶۹ کیلومترمربع مساحت دارد.